# Carlos De Baeck
Carlos Gustaaf Aloïs De Baeck (Sint-Amandsberg, 28 januari 1906 - Brasschaat, 14 september 1993) was een Belgisch advocaat en politicus voor de CVP en later de PVV.

## Levensloop
De Baeck promoveerde in 1929 tot doctor in de rechten aan de Rijksuniversiteit Gent. Hij werd advocaat en ook lid van de Raad van Orde bij de balie van Antwerpen. Op 28 juni 1973 werd hij benoemd tot advocaat bij het Hof van Cassatie, in 1979 en 1980 was hij stafhouder van de Orde der Advocaten bij het Hof van Cassatie. Op 31 december 1981  werd hij Ere-Advocaat bij het Hof van Cassatie.
In 1954 werd De Baeck verkozen tot CVP-senator voor het arrondissement Antwerpen en vervulde dit mandaat tot in 1968. Hij verliet toen de CVP en werd gecoöpteerd senator voor de PVV, van 1968 tot 1971.